# سان دييغو (تكساس)
سان دييغو (بالإنجليزية: San Diego)‏ هي مدينة أمريكية تقع في ولاية تكساس.تبلغ مساحة هذه المدينة 4.2 (كم²)،ويبلغ عدد سكانها 87032 نسمة حسب إحصاء سنة 2010 م.

## التركيبة السكانية
حدّد مكتب تعداد الولايات المتحدة بيانات التركيبة السكانية لسان دييغو في تعداد الولايات المتحدة. في ما يلي، التركيبة السكانية حسب تعدادي 2000 و2010.

### تعداد عام 2000
بلغ عدد سكان سان دييغو 4,753 نسمة بحسب تعداد عام 2000، وبلغ عدد الأسر 1,548 أسرة وعدد العائلات 1,188 عائلة مقيمة في المدينة. في حين سجلت الكثافة السكانية 966.1 نسمة لكل كيلومتر مربع (2,502.2/ميل2). وبلغ عدد الوحدات السكنية 1,793 وحدة بمتوسط كثافة قدره 364.4 لكل كيلومتر مربع (943.8/ميل2).
وتوزع التركيب العرقي للمدينة بنسبة 78.06% من البيض و0.27% من الأمريكيين الأفارقة و0.78% من الأمريكيين الأصليين و0.02% من الأمريكيين ذوي الأصول الآسيوية و0.04% من سكان جزر المحيط الهادئ و17.72% من الأعراق الأخرى و3.11% من عرقين مختلطين أو أكثر و96.87% من الهسبانيون أو اللاتينيون من أي عرق.
بلغ عدد الأسر 1,548 أسرة كانت نسبة 47.5% منها لديها أطفال تحت سن الثامنة عشر تعيش معهم، وبلغت نسبة الأزواج القاطنين مع بعضهم البعض 47.3% من أصل المجموع الكلي للأسر، ونسبة 24.4% من الأسر كان لديها معيلات من الإناث دون وجود شريك، بينما كانت نسبة 5% من الأسر لديها معيلون من الذكور دون وجود شريكة وكانت نسبة 23.3% من غير العائلات. تألفت نسبة 21.3% من أصل جميع الأسر من عدة أفراد يعيشون في نفس المنزل ونسبة 11% كانت تتألف من شخص يعيش بمفرده يبلغ من العمر 65 عاماً أو أكثر. وبلغ متوسط حجم الأسرة المعيشية 3.03، أما متوسط حجم العائلات فبلغ 3.52.
بلغ العمر الوسطي للسكان 30.7 عاماً. وكانت نسبة 32.9% من القاطنين تحت سن الثامنة عشر، وكانت نسبة 9.3% بين الثامنة عشر والرابعة والعشرين عاماً، ونسبة 25.1% كانت واقعةً في الفئة العمرية ما بين الخامسة والعشرين والرابعة والأربعين عاماً، ونسبة 19.3% كانت ما بين الخامسة والأربعين والرابعة والستين، ونسبة 12.2% كانت ضمن فئة الخامسة والستين عاماً فما فوق. يوجد لكل 100 أنثى 87.1 ذكر، ويوجد لكل 100 أنثى في الثامنة عشر من عمرها فما فوق 84.1 ذكر.
بلغ متوسط دخل الأسرة في المدينة 19,250 دولارًا، أما متوسط دخل العائلة فبلغ 25,104 دولارًا. وكان متوسط دخل الذكور 21,875 دولارًا مقابل 14,622 دولارًا للإناث. وسجل دخل الفرد الخاص بالمدينة 9,782 دولارًا. وكانت نسبة 26.8% من العائلات ونسبة 32.2% من السكان تحت خط الفقر، وكان من هؤلاء نسبة 44.3% تحت سن الثامنة عشر ونسبة 26.8% في الخامسة والستين من العمر وما فوق.

### تعداد عام 2010
بلغ عدد سكان سان دييغو 4,488 نسمة بحسب تعداد عام 2010، وبلغ عدد الأسر 1,496 أسرة وعدد العائلات 1,110 عائلة مقيمة في المدينة. في حين سجلت الكثافة السكانية 912.2 نسمة لكل كيلومتر مربع (2,362.6/ميل2). وبلغ عدد الوحدات السكنية 1,818 وحدة بمتوسط كثافة قدره 369.5 لكل كيلومتر مربع (957.0/ميل2).
وتوزع التركيب العرقي للمدينة بنسبة 88.93% من البيض و0.38% من الأمريكيين الأفارقة و0.22% من الأمريكيين الأصليين و0.09% من الأمريكيين ذوي الأصول الآسيوية و8.80% من الأعراق الأخرى و1.58% من عرقين مختلطين أو أكثر و94.03% من الهسبانيون أو اللاتينيون من أي عرق.
بلغ عدد الأسر 1,496 أسرة كانت نسبة 42.4% منها لديها أطفال تحت سن الثامنة عشر تعيش معهم، وبلغت نسبة الأزواج القاطنين مع بعضهم البعض 41.8% من أصل المجموع الكلي للأسر، ونسبة 24.8% من الأسر كان لديها معيلات من الإناث دون وجود شريك، بينما كانت نسبة 7.6% من الأسر لديها معيلون من الذكور دون وجود شريكة وكانت نسبة 25.8% من غير العائلات. تألفت نسبة 22.1% من أصل جميع الأسر من عدة أفراد يعيشون في نفس المنزل ونسبة 10.8% كانت تتألف من شخص يعيش بمفرده يبلغ من العمر 65 عاماً أو أكثر. وبلغ متوسط حجم الأسرة المعيشية 2.96، أما متوسط حجم العائلات فبلغ 3.46.
بلغ العمر الوسطي للسكان 33.4 عاماً. وكانت نسبة 29.5% من القاطنين تحت سن الثامنة عشر، وكانت نسبة 10.8% بين الثامنة عشر والرابعة والعشرين عاماً، ونسبة 23% كانت واقعةً في الفئة العمرية ما بين الخامسة والعشرين والرابعة والأربعين عاماً، ونسبة 22.2% كانت ما بين الخامسة والأربعين والرابعة والستين، ونسبة 14.5% كانت ضمن فئة الخامسة والستين عاماً فما فوق. وتوزع التركيب الجنسي للسكان بنسبة 47.5% ذكور و52.5% إناث.

## أعلام
- بوب أوسبورن
- جورج برهام بار